# Jean-Marie Lassère
Pour les articles homonymes, voir Lassère.
Jean-Marie Lassère, né le 14 mai 1932 à Alger, et mort à Montpellier le 17 juin 2011, est un historien français du monde romain.
Il a été professeur d'histoire romaine à l'université Paul-Valéry Montpellier III. Spécialiste de l'Afrique romaine, il est en outre un épigraphiste, auteur d'un important manuel.

## Publications
(liste non exhaustive)
- Africa quasi Roma, 256 av. J.-C.-711 ap. J.-C., CNRS, 2015  (ISBN 9782271076731)
- Manuel d’épigraphie romaine, Paris : Picard, Antiquité/Synthèses no 8, 2011, 2 vol., 576 et 608 p., 142 ill. (3e édition revue et augmentée, 1re édit. en 2005).

Le titre choisi indique que l'ouvrage ne concerne pas seulement les inscriptions latines, mais aussi les inscriptions de langue grecque du monde romain.
- Bibliographie analytique de l'Afrique antique, t. XX (1986) à XXIX (1995), E.F.R (en collaboration avec Yann Le Bohec)
- Bibliographie analytique de l'Afrique antique, Index des fascicules I (1962-1963) à XXVII (1993), (en collaboration avec Yann Le Bohec), E.F.R., 1998.
- Vbique Populus : peuplement et mouvements de population dans l'Afrique romaine, de la chute de Carthage à la fin de la dynastie des Sévères (146 aC-235 pC), Paris, 1977.